# 마이크로비전
마이크로비전(Microvision)은 교환식 카트리지를 사용한 초창기 휴대용 게임 콘솔이다. 1979년 11월 밀튼 브래들리 컴퍼니가 출시하였다. 마이크로비전은 나중에 벡트렉스 게이밍 콘솔을 설계한 엔지니어 제이 스미스가 설계하였다. 마이크로비전은 카트리지 기반 시스템과 휴대성을 결합시켜 시스템 출시 첫 해에 스미스 엔지니어링이 $15,000,000을 거둬들이는 등 어느 정도 성공을 거두었다. 그럼에도 불구하고, 카트리지 수가 적고 작은 화면에다가 가정용 비디오 게임 회사의 지원 부족으로 1981년 단종되었다.

## 기술 사양
- CPU: 인텔 8021/TI TMS1100 (카트리지 상)
- 화면 종류 및 해상도: 16 × 16 화소 LCD
- 레지스터 너비: 4비트 (TMS1100), 8비트 (8021)
- 프로세서 속도: 100 kHz
- RAM (CPU에 통합): 64 바이트
- ROM: 2K (TMS100), 1K (8021)
- 카트리지 ROM: 2K (TMS 1100), 1K (8021) masked (CPU에 통합. 각 게임의 CPU는 달랐다)
- 비디오 디스플레이 프로세서: LCD 커스텀 드라이버 (Hughes 제작)
- 사운드: Piezo 비퍼
- 입력: 12버튼 키패드, 1개의 패들
- 요구 전력: 하나 또는 두 개의 9볼트 배터리 (초기 마이크로비전 콘솔). 1개의 9볼트 배터리 (이후의 마이크로비전 콘솔)
- 전력 소비: 110 mW (TMS 1100), 1 W (8021)

## 게임
마이크로비전용 게임은 12개가 있다.
- 런치 타이틀 - 1979년
  - 블럭 버스터
  - 볼링
  - 커넥트포
  - 핀볼
- 1979년
  - 마인드버스터
  - Star Trek: Phaser Strike[3])
  - 베가스 슬롯
- 1980년
  - 베이스볼
  - Sea Duel
- 1981년
  - Alien Raiders
  - 코스믹 헌터
- 1982년
  - 슈퍼 블럭버스터 (유럽에만 출시)

## 같이 보기
- 벡트렉스